# Blutwurstia oliviae
Blutwurstia oliviae (лат.) — вид вымерших веретеницеобразных ящериц из семейства ксенозавров (Xenosauridae), единственный в роде Blutwurstia. Известен по ископаемым остаткам из отложений формации Уиллвуд (Willwood Formation) в штате Вайоминг, США, датируемых нижним эоценом (56—55 млн лет). Предполагаемая длина тела голотипа USNM PAL 768729 от кончика морды до клоаки составляет 54,4 мм, что примерно в два раза меньше размеров современных ксенозавров.
Вид и род научно описаны Smith, Bhullar и Bloch в 2022 году. Родовое название происходит от нем. Blutwurst, что означает «кровяная колбаса». Видовое название представляет собой несуществующее слово «oliviae». Авторы описания таксона заявили, что сходство видового имени с именем специалиста по веретеницеобразным ящерицам и философа систематики Оливера Риппеля «является чисто случайным», и что это название может рассматриваться как связанное с лат. olivaria — «оливковая».